# Taille cible corrigée
La taille cible corrigée (aussi appelée taille cible génétique) est la taille théorique que devrait atteindre un enfant, en fonction de la taille de son père et de sa mère.

## Définition
Taille cible corrigée = [(Taille père en cm + taille mère en cm)/2] + 6,5 cm (chez le garçon)/ - 6,5 cm (chez la fille).
- Exemple : la taille cible corrigée d’un garçon dont le père mesure 175 cm et la mère 160 cm est de [(175 + 160)/2] + 6,5 = 174,0 cm
- Exemple : la taille cible corrigée d’une fille dont le père mesure 175 cm et la mère 160 cm est de [(175 + 160)/2] – 6,5 = 161,0 cm